# Trathala orophila
Trathala orophila är en stekelart som beskrevs av Dasch 1979. Trathala orophila ingår i släktet Trathala och familjen brokparasitsteklar. Inga underarter finns listade i Catalogue of Life.